# Francis James Furey
Francis James Furey (ur. 22 lutego 1905 w Summit Hill, zm. 23 kwietnia 1979 w San Antonio) – amerykański duchowny rzymskokatolicki, biskup San Diego i arcybiskup San Antonio.

## Biografia
Po ukończeniu szkoły średniej wstąpił do St. Charles Bortorneo Seminary w Overbrook. Następnie odbył studia doktoranckie na Papieskim Wyższym Seminarium Duchownym Rzymu zakończone uzyskaniem doktoratu z filozofii i teologii. 15 marca 1930 otrzymał święcenia prezbiteriatu z rąk kardynała-biskupa Velletri Basilio Pompilja i został kapłanem archidiecezji filadelfijskiej.
W latach 1936–1946 był dyrektorem Immaculate College in Immaculate, a następnie rektorem St. Charles Bortorneo Seminary w Overbrook.
17 sierpnia 1960 papież Jan XXIII mianował go biskupem pomocniczym archidiecezji filadelfijskiej oraz biskupem tytularnym temnuskim. 22 grudnia 1960 przyjął sakrę biskupią z rąk delegata apostolskiego w Stanach Zjednoczonych abpa Egidio Vagnozziego. Współkonsekratorami byli biskup pomocniczy filadelfijski Joseph Mark McShea oraz biskup Altoona-Johnstown Joseph Carroll McCormick.
Jako ojciec soborowy wziął udział w soborze watykańskim II, którego reform był gorącym zwolennikiem. 21 lipca 1963 papież Paweł VI mianował go koadiutorem biskupa San Diego w Kalifornii (była to pierwsza nominacja tego papieża dla Amerykanina). Diecezję objął po śmierci poprzednika 6 marca 1966.
23 maja 1969 ten sam papież mianował go arcybiskupem San Antonio w Teksasie. Na tej katedrze zwracał szczególną uwagę na problemy Meksykanów, stanowiących większość teksańskich katolików. Wezwał parafie do wspierania wysiłków na rzecz poprawy warunków społecznych i ekonomicznych Latynosów. Na swojego biskupa pomocniczego wypromował kandydaturę Patricka Floresa - pierwszego w historii kapłana pochodzenia meksykańskiego, który został biskupem w Stanach Zjednoczonych. 
Abp Furey znany był z odmówienia zamieszkania w pałacu arcybiskupim i mieszkania w dwupokojowym mieszkaniu oraz wystąpień telewizyjnych, w których przedstawiał swoje stanowisko w kontrowersyjnych sprawach. Zmarł na nowotwór w San Antonio.